# Konečný sestřih
Konečný sestřih (v anglickém originále The Final Cut) je americko-kanadsko-německý sci-fi film z roku 2004. Režisérem filmu je Omar Naim. Hlavní role ve filmu ztvárnili Robin Williams, Mira Sorvino, Jim Caviezel, Mimi Kuzyk a Stephanie Romanov.

## Obsazení
| Robin Williams     | Alan Hakman        |
| Mira Sorvino       | Delila             |
| Jim Caviezel       | Fletcher           |
| Mimi Kuzyk         | Thelma             |
| Stephanie Romanov  | Jennifer Bannister |
| Thom Bishops       | Hasan              |
| Genevieve Buechner | Isabel Bannister   |
| Brendan Fletcher   | Michael            |